# Un homme et deux femmes (Les Simpson)
Pour les articles homonymes, voir Un homme et deux femmes.
 (février 2023).
Si vous disposez d'ouvrages ou d'articles de référence ou si vous connaissez des sites web de qualité traitant du thème abordé ici, merci de compléter l'article en donnant les références utiles à sa vérifiabilité et en les liant à la section « Notes et références ».
Un homme et deux femmes (France) ou Quelle chicane de famille (Québec) (Brawl in the Family) est le 7e épisode de la saison 13 de la série télévisée d'animation Les Simpson.

## Synopsis
Après une partie de Monopoly où Homer a fait faillite, une grande dispute explose entre les Simpson. Ils se retrouvent tous en prison et seront suivis par un Assistant Social nommé Gabriel qu'Homer prend pour un Ange... Après une sortie en famille pour devenir plus unis, les Simpson rentrent chez eux. Mais devant le garage, Homer voit la femme qu'il a épousée à Las Vegas (cf Fiesta à Las Vegas Saison 10 Épisode 10) ainsi que celle de Ned Flanders...
Mais Homer et sa famille décide de tendre un piège à Carmen (la femme d'Homer). Ils la font boire et lui font épouser Abraham Simpson.